# استامپ ورتونگن اس‌وی. ۴
استامپ ورتونگن اس‌وی. ۴ (به انگلیسی: Stampe-Vertongen_SV.4) یک هواگرد ملخ‌پیشین تک‌موتوره از نوع آموزشی ساخت شرکت Stampe et Vertongen است. هواگرد استامپ ورتونگن اس‌وی. ۴ نخستین پروازش را در ۱۹۳۳ میلادی انجام داد. این هواگرد در سال 1947 (Belgian Air Force) میلادی رسماً معرفی گردید. در مجموع، تعداد ۱۰۵۰ فروند از این هواگرد ساخته شده‌است.
طراح این هواگرد، George Ivanov بود.